# Craig Horner
Pour les articles homonymes, voir Horner.
Craig Horner né le 24 janvier 1983 à Brisbane, Australie est un acteur et chanteur australien.

## Biographie
Craig Horner est né le 24 janvier 1983 à Brisbane, Australie. 
Il a étudié au St Peters Lutheran College, à Brisbane, en Australie.

## Carrière
Il commence sa carrière en 2001 dans la série Cybergirl.
En 2008, il a rejoint le casting de la série Blue Water High : Surf Academy, interprétant le surfeur Garry Miller. La même année, il obtient un rôle dans Legend of The Seeker : L'épée de vérité. Deux ans plus tard,la série est annulée, faute d'audiences suffisantes.
En 2013, il retourne à une de ses passions : le chant. En effet, après avoir ouvert une nouvelle chaîne YouTube, il poste régulièrement des vidéos de lui chantant à la guitare. Parmi ces chansons, il y a par exemple "Save your talk". 
En 2015, il réapparaît sur le petit écran dans la série Hindsight où il incarne le rôle principal de Sean Reeves. La série sera annulée après une saison seulement faute d'audiences suffisantes. 

## Filmographie

### Cinéma

#### Longs métrages
- 2002 : Blurred d'Evan Clarry : Pete
- 2003 : Swimming Upstream de Russell Mulcahy : Ronald Fingleton
- 2006 : Le Regard du diable (See No Evil) de Gregory Dark : Richie Bernson
- 2021 : Idylle sur une île (This Little Love of Mine) de Christine Luby : Owen
- 2022 : Un accord parfait (A Perfect Pairing) de Stuart McDonald : Calder

#### Court métrage
- 2015 : Ithaca : No Control de Sonja Isabella : Le prisonnier

### Télévision

#### Séries télévisées
- 2001 - 2002 : Cybergirl : Jackson Campbell
- 2005 : Headland : Neil Slattery
- 2006 : Two Twisted : Mase
- 2006 : Monarch Cove : Caleb Demanser
- 2007 - 2008 : H2O : Ash Dove
- 2008 : Blue Water High : Surf Academy (Blue Water High) : Garry Miller
- 2008 - 2010 : Legend of The Seeker : L'Épée de vérité (Legend of the Seeker) : Richard Cypher
- 2015 : Hindsight : Sean Reeves
- 2016 : Once Upon A Time : Edmond Dantès / Le Comte de Monte-Cristo
- 2016 : The Deleted : Conner
- 2022 : Rock Island Mysteries : Sunny Gray